# Tongdaeng
Tongdaeng (née en novembre 1998 et morte le 26 décembre 2015) est une chienne appartenant au roi de Thaïlande Rama IX.  
Elle est très connue en Thaïlande ; le roi lui a consacré en 2002 une biographie où il vante son sens du protocole. Des timbres ont été émis à son effigie en 2006.
En décembre 2015, en vertu des lois sur le crime de lèse-majesté protégeant la famille royale, un ouvrier thaïlandais est emprisonné et encourt 37 ans de prison, pour des commentaires « sarcastiques » envers l'animal.
Elle meurt le 26 décembre 2015, faisant la une de la presse.